# Mulheres em Artsaque

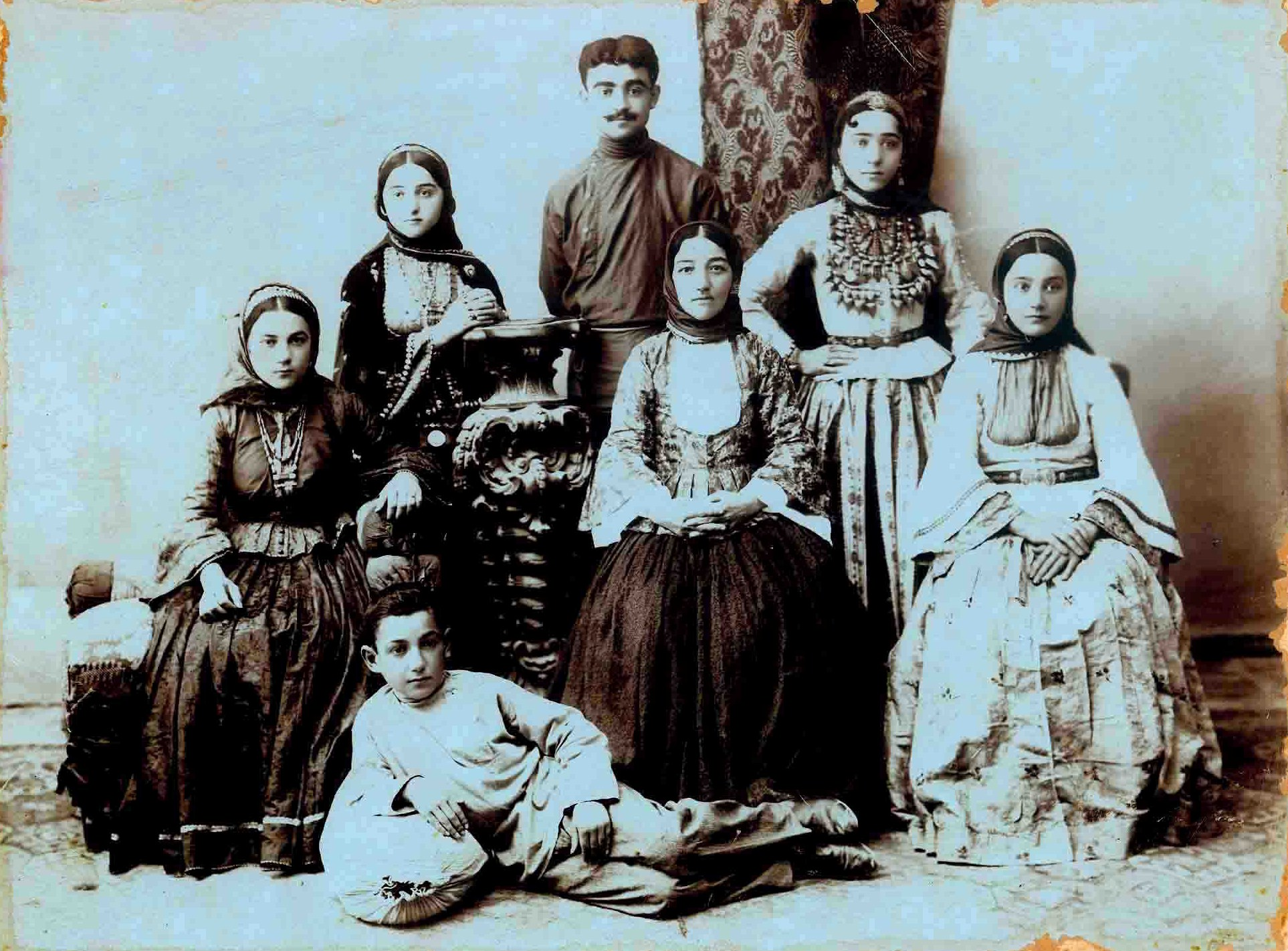
Cinco mulheres em Artsaque, em um retrato de família de 1906.

As mulheres em Artsaque são, em geral, composta por mulheres de origem étnica armênia, azeri (proveniente do Azerbaijão) e outros grupos étnicos presentes no sul do Cáucaso. Esta diversidade étnica de mulheres em Artsaque resultou porque, historicamente, Nagorno-Karabakh (ou Artsaque) tornou-se uma parte do Azerbaijão após a queda e a desintegração da União Soviética. No entanto, após o conflito de Nagorno-Karabakh, ocorrido entre 1988 e 1994 e que colocou de lados opostos forças militares da Armênia e Azerbaijão, a região é atualmente ocupado e governada pela Armênia. A declaração de independência de Artsaque não goza de aprovação por parte da Arménia e Azerbaijão. Atualmente, o território não é oficialmente reconhecido como uma nação pela comunidade internacional, apesar de ser de facto um país independente.
Por estas razões, as mulheres em Artsaque estão muitas vezes sujeitas às políticas restritivas que afetam a república autoproclamada, como a falta de reconhecimento internacional e o direito de ir e vir restrito à república e ao território armênio. A extensão pertencente ao que hoje é conhecido geograficamente como Nagorno-Karabakh é ainda oficialmente e tecnicamente considerado como uma parte do Azerbaijão. As organizações de mulheres baseadas no Azerbaijão e na Arménia, são os principais apoiadores para o esforço de construção da paz no território desde 2004. Algumas das organizações envolvidas incluem o Centro de Recursos de Mulheres em Yerevan e a Fundação Kvinna Till Kvinna, sediada na Suécia mas com atuação no Azerbaijão.
Políticas para as mulheres, tais como saúde e educação, ainda são escassas, embora o país receba grande apoio do governo armênio para lidar com direitos fundamentais básicos. As mulheres também estão sub-representadas politicamente, uma vez que o Parlamento de Artsaque nunca teve um parlamentar do sexo feminino eleito. Artsaque também não divulga ações e políticas que desenvolve voltado para as mulheres, apesar de ser de conhecimento amplo que os direitos civis básicos são garantidos a elas, tais como o sufrágio universal e o acesso à saúde e ao mercado de trabalho.
O papel das mulheres nos esforços feitos por Artsaque incluem a realização de consultas em fóruns sobre a construção da paz, tais como as "Conferência de mulheres de Nagorno-Karabakh para a paz e a coexistência pacífica", realizada em julho de 2002, que foi realizada em Stepanakert, capital de Artsaque. Os temas abordados durante as conferências e fóruns incorporaram o papel das mulheres como forças de paz, a "consolidação da democracia" na região, dos direitos humanos em situações vulneráveis na área, execução de coexistência pacífica, a análise das consequências da guerra e conflito, diálogo entre as comunidades, a solução pacífica de controvérsias, protecção das mulheres e crianças, questões sócio-econômicas e políticas, e "reabilitação pós-conflito da região", dentre outros.